# Бутой
Бутой (рум. Butoi) — село у повіті Олт в Румунії. Входить до складу комуни Пиршковень.
Село розташоване на відстані 150 км на захід від Бухареста, 19 км на південний захід від Слатіни, 32 км на схід від Крайови.

## Населення
За даними перепису населення 2002 року у селі проживали 408 осіб, усі — румуни. Усі жителі села рідною мовою назвали румунську.